# Ulica Wielka w Warszawie
Ulica Wielka – nieistniejąca obecnie ulica w Warszawie, przed 1945 rokiem jedna z głównych ulic Śródmieścia.

## Historia

### Odcinek między ul. Świętokrzyską a ówczesną Aleją Jerozolimską
Ulica Wielka została wytyczona około 1767 roku, choć jeszcze nie została zaznaczona na mapie Warszawy Rizziego Zannoniego z 1772 roku. Biegła równolegle do ul. Marszałkowskiej i Zielnej, po ich zachodniej stronie, między ul. Świętokrzyską a Aleją Jerozolimską. Po 1844 roku dochodziła jedynie do ulicy Widok (na odcinku znajdującym się dziś na terenie placu Defilad). W związku z rozbudową Dworca Wiedeńskiego od 1900 roku ul. Widok już nie łączyła się z Wielką.
W 1854 roku zarejestrowano na tym odcinku 16 posesji (1435–1449b), w tym 7 kamienic, 7 domów i 2 place. 
W 1874 roku w wyniku wielkiego pożaru, który wybuchł w rejonie ulic Chmielnej, Złotej i Siennej, spłonął kwartał drewnianej zabudowy znajdującej się między ulicami Wielką i Zielną.
Przed II wojną światową przy ulicy znajdowało się 26 posesji. W czasie okupacji, w listopadzie 1940, fragment ul. Wielkiej na odcinku między ul. Świętokrzyską a Złotą znalazł się na terenie warszawskiego getta. 
W czasie wojny 8 kamienic uległo zniszczeniu. Wszystkie pozostałe budynki – w tym siedem nienaruszonych – po wojnie rozebrano w związku z budową Pałacu Kultury i Nauki i związaną z tym całkowitą niwelacją całego centrum Warszawy między ul. Świętokrzyską i Alejami Jerozolimskimi oraz Marszałkowską i Emilii Plater (dotychczasową ul. Sosnową, której przedwojenny przebieg pokrył się z późniejszą Emilii Plater na tym odcinku). W północnej części tego odcinka ulicy Wielkiej urządzono park (obecny park Świętokrzyski).
Poeta ujął historię ulicy w limeryk:
Była tu ulica Wielka, 
Serce miasta – sto kamienic, 
Teraz wielkie wokół nic, 
Straszy na przepastnym placu 
Z wykrzyknikiem w kształt Pałacu.

### Odcinek między Aleją Jerozolimską a ul. Koszykową
W pierwszej połowie XIX wieku ulica została przedłużona do Koszyków. Po wybudowaniu Dworca Wiedeńskiego straciła w 1844 roku ciągłość między ul. Widok a Wspólną. Na odcinku między Wspólną a Piękną po jej nieparzystej (zachodniej) stronie znajdował się początkowo podmiejski Cmentarz Świętokrzyski. Cmentarz został całkowicie zamknięty dla pochówków w 1836 roku, a całkowicie zlikwidowany w latach 1865–1902. Po likwidacji cmentarza południowa część ulicy Wielkiej była zabudowywana również w kierunku północnym (od Wspólnej, przez skrzyżowanie z Nowogrodzką w kierunku Alei Jerozolimskiej). W 1879 roku wybudowano pierwszą murowaną kamienicę w tej części ulicy, kamienica ta istnieje do dziś i jest jednym z niewielu zachowanych śródmiejskich obiektów z tego okresu.
Ulica na tym odcinku na przełomie XIX i XX wieku zwana była przez warszawiaków ulicą Nowo-Wielką. W 1922 roku, w ramach realizacji polityki zmierzającej do scalania ziem byłych zaborów, została oficjalnie nazwana ulicą Poznańską.

### Odcinek między ul. Koszykową a ul. Nowowiejską

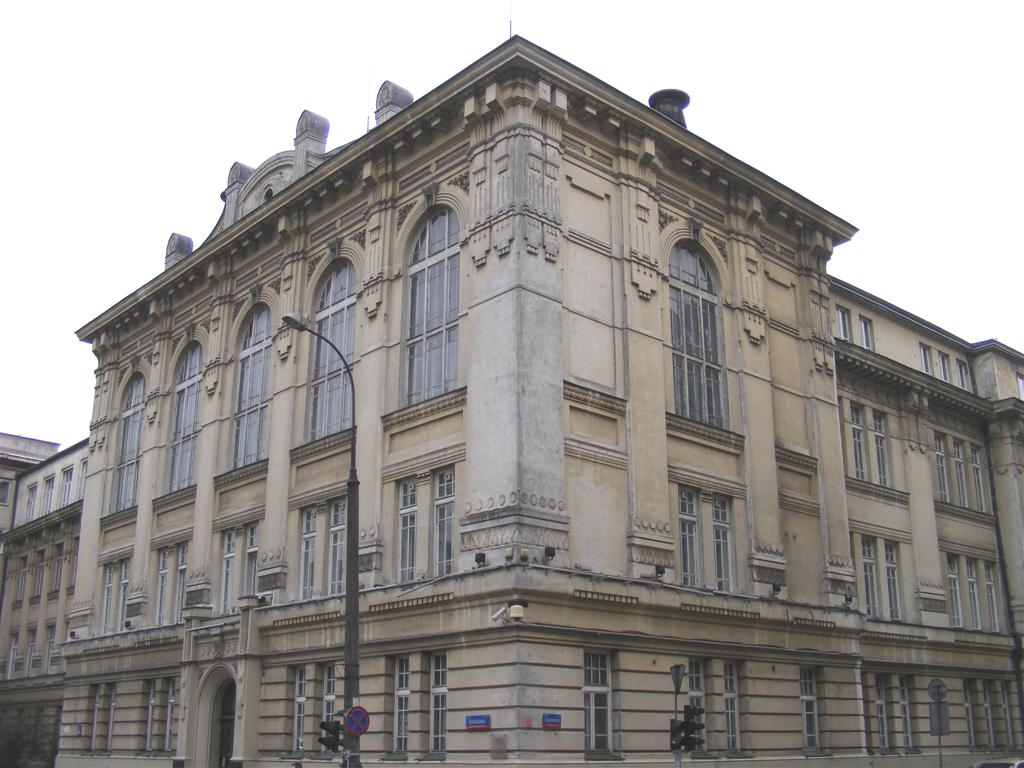
Gmach Wydziału Architektury Politechniki Warszawskiej, w latach 1905-1922 położony na rogu ul. Koszykowej i Wielkiej

Po likwidacji i rozparcelowaniu ogrodów folwarku i pałacyku „Koszyki” (co nastąpiło w 1899 roku) znajdującego się wcześniej na przedłużeniu ulicy Wielkiej została ona wytyczona aż do ul. Nowowiejskiej (w miejscu dzisiejszego placu Politechniki). Zabudowa tego ostatniego odcinka zaczęła się w 1905 roku, od wybudowania V Carskiego Gimnazjum Męskiego, przejętego w 1915 roku przez Wydział Architektury Politechniki Warszawskiej na rogu Wielkiej i Koszykowej.
Podczas gdy wcześniejszy odcinek ul. Wielkiej zwany był Nowo-Wielką, ten odcinek był nazywany przez warszawiaków ulicą Nowo-Nowo-Wielką. W 1922 roku został oficjalnie nazwany ulicą Lwowską.

## Ważniejsze obiekty (na całym przebiegu)
- Gmach Wydziału Architektury Politechniki Warszawskiej (przy ul. Koszykowej 55)
- Cmentarz Świętokrzyski
- Kamienica przy ul. Poznańskiej 21 w Warszawie
- Dworzec Wiedeński, później, budowany od 1932 roku Dworzec Główny
- zabytki opisane w hasłach o ulicach Poznańskiej i Lwowskiej

## Ulica w kulturze masowej
- Ulicę Wielką wspomina Leopold Tyrmand w powieści Zły (1955)[9]:

Po ulicy Wielkiej pozostała jezdnia i krawężniki trotuarów, też skazane na zagładę. W gruncie rzeczy ulica Wielka, nawet w dobie swego rozkwitu, nie miała sobie nic z wielkości. Stanowiła zaplecze ulicy Marszałkowskiej. Mieściły się przy niej drugorzędne jadłodajnie i kawiarnie pełne zakamarków, stołów bilardowych, bukmacherów i ściszonych rozmów na tematy wyścigowych afer (...).

## Upamiętnienie

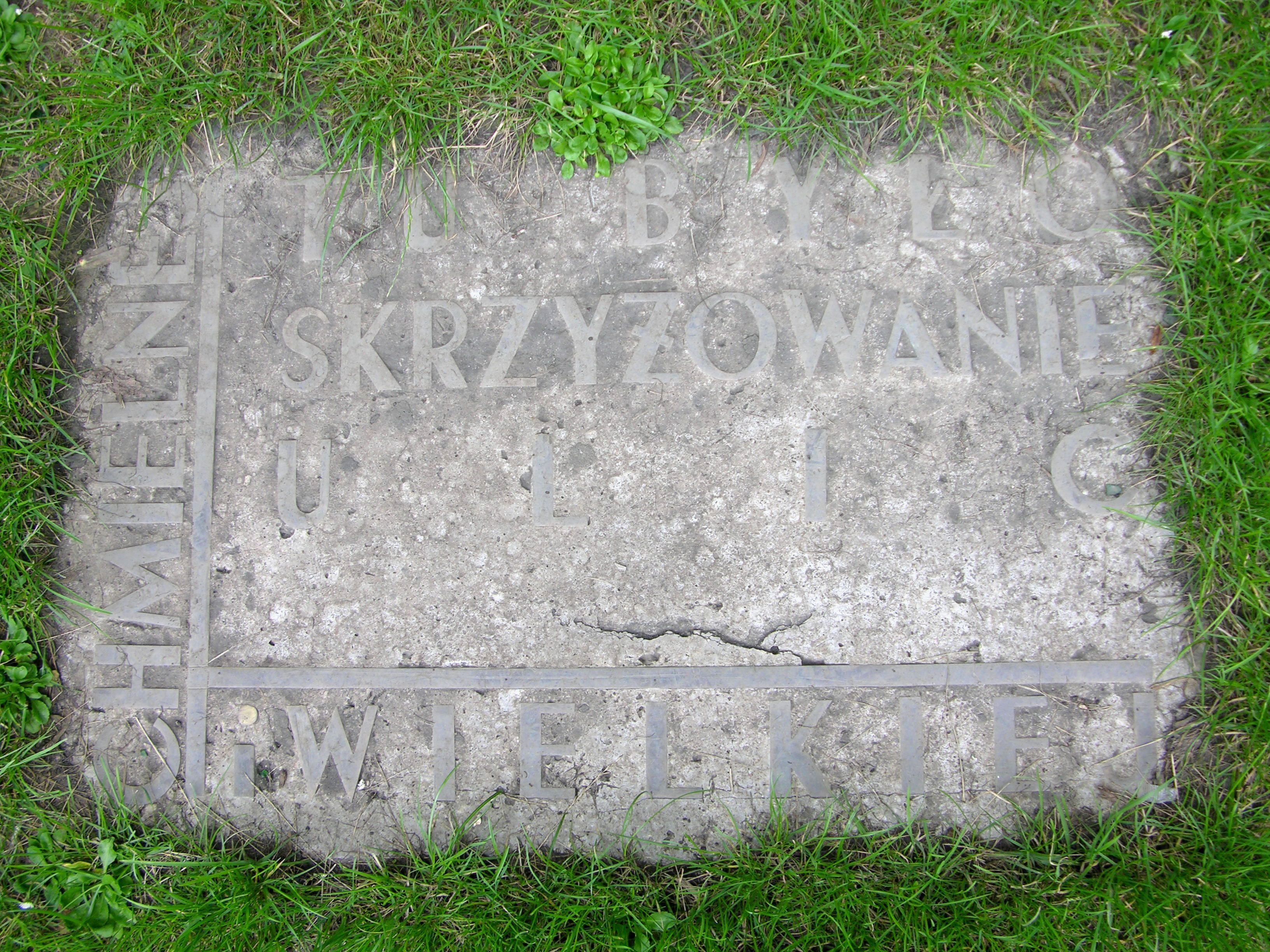
Upamiętnienie nieistniejącego skrzyżowania ulic Chmielnej i Wielkiej na placu Defilad

- Tablice upamiętniające nieistniejące skrzyżowania ulic: Chmielnej i Wielkiej oraz Wielkiej i Śliskiej, wmurowane w chodnik placu Defilad w 1955[10].